# 于珍
于 珍（う ちん / ユー・ヂェン、1888年（光緒14年） - 1959年）は、中華民国の軍人。字は済川。北京政府、奉天派に属した。最終階級は中将。

## 事績

### 奉天派での活動
鉄嶺県羅家房身村の出身。1906年6月、清政府より日本留学に送られ、1911年5月に陸軍士官学校歩兵科を卒業し帰国。1914年（民国3年）、奉天陸軍補習所学堂監督を経て、洮遼鎮守使署で呉俊陞の副官をつとめた。1916年（民国5年）春、奉天軍署参謀兼全省警務処視察長となる。1918年（民国7年）1月21日、陸軍第29師参謀長に任命され、1919年（民国8年）1月1日、陸軍歩兵上校となった。この他、黒竜江督軍公署参謀長、東三省特別区警察総管理処副処長も歴任している。
奉天派が入関すると、于珍は奉軍駐津司令部参謀処長、奉軍第2補充旅旅長、北京参戦事務処副官を歴任した。1922年（民国11年）、第1次奉直戦争で奉天派が敗北すると、奉天全省警備隊統領となる。さらに奉天保甲局総弁、奉天省警務処会弁もつとめた。翌年10月、奉天警務処処長も兼ねている。
于珍は楊宇霆率いる日本留学者で形成された士官派に属しており、張学良・郭松齢の陸大派とは対立した。1925年（民国14年）秋、陸大派の牽制をもくろんだ楊宇霆により張学良が軍団長を務める第3方面軍の副軍団長に発令されたが、就任しなかった。冬からは、鎮威軍第8軍副軍長、第3方面軍後方留守総司令、東北陸軍第10師師長を歴任した。翌1926年（民国15年）3月には、張学良・韓麟春が率いる第3・第4方面軍団第10軍軍長兼第8師師長をつとめた。同年8月21日、珍威将軍位と陸軍中将位を授かり、翌月には京畿警衛司令に就任した。
同年12月、奉天軍は半ば独立していた張宗昌の直魯聯軍のほか孫伝芳の五省聯軍、閻錫山の山西軍を取り込んで安国軍を名乗る。1927年（民国16年）2月、安国軍第3・第4方面軍団は河南省に出兵。当初、第10軍は最後尾だったが、黄河を渡河中に楊宇霆の指示で急遽最前列に変更される。また、交通部次長の常蔭槐は士官派支持者だったため、輜重兵や軍用車を優先的に配備してもらう事が出来た。一方、非士官派の趙恩臻率いる第11軍はそのしわ寄せを食った。5月1日、直隷派残党の河南保衛軍（総司令：靳雲鶚、副司令：魏益三）を上蔡県に追い詰めて包囲し、開封を占領した。しかし、部隊を開封に集中させ周辺の防御が手薄だったことに加え、地元紳商の懐柔に腐心する余り軍の指揮を怠り、武漢国民政府に転向した靳の救援要請を受け入省した張発奎率いる国民革命軍第1集団軍第4方面軍第1縦隊と馮玉祥率いる第2集団軍東路軍によって上蔡は解囲された。更に両軍は北伐の進軍を続け、6月2日には開封を奪われ、全軍覆滅の敗北を喫した。この失態を問われ、軍長を罷免された。9月、京綏検閲使に任じられている。

### 国民政府・中華人民共和国での活動
北京政府崩壊後、于珍も東北へ引き返し、1928年（民国17年）10月、東北辺防公署参議に任じられた。またこの頃、龍首山の三清観塔修理に大洋100元を寄進している。易幟後の翌1929年（民国18年）1月に張学良は士官派の粛清に乗り出し、楊宇霆と常蔭槐は殺害されたが、于は粛清を免れ、引き続き東北辺防軍司令長官公署参議を務めた。また、楊の死後、その財産は側近だった李景明と王子明がほしいままにしていたため、張学良は于と憲兵司令官の陳興亜、威士毅らで清理委員会を設置、李景明と王子明を逮捕し、財産を楊宇霆の遺族に返した。1931年（民国20年）9月、満州事変が勃発すると于は抗日活動に従事した。この頃、土肥原賢二らから日本への協力を打診されたが拒否している。1937年（民国26年）7月に盧溝橋事件が勃発すると、于は引退して北平に隠居した。終戦後の1946年（民国35年）、蔣介石の国民政府により、軍事委員会委員長東北行営中将参議に起用されている。
1949年10月の中華人民共和国成立後、于珍は中国人民政治協商会議（政協）遼寧省委員会委員、同常任委員を歴任している。1956年には、特邀委員（特別招待委員）として政協全国委員会第2期会議に参加した。1959年秋、北京市内にて脳溢血のため死去。享年72。

## 注
1. 1 2 3 4 5 6 7  “东北名将梁忠甲、于珍、刘伟、刘翼飞” (中国語).   铁岭市人民政府. 2020年5月7日閲覧。
2. 1 2 3 4 5 6  徐主編（2007）、25頁。
3. ↑  『政府公報』第719号、1918年（民国7年）1月22日。
4. ↑  『政府公報』第1400号、1919年（民国8年）1月6日。
5. ↑  『政府公報』第3722号、1926年（民国15年）8月22日。
6. 1 2  戚 2001, p. 75.
7. ↑  戚 2001, p. 104.
8. 1 2  段連河「東北軍中的高級将領―于珍」東北文化産業網、2011年1月10日。
9. 1 2  「于珍公馆：中山路虎楼里的那些事儿」東北新聞網、2012年4月16日。